# 麻剋敵
麻剋敵（1905年—1941年2月15日），原名麻景賀，河北省遵化麻家村人。原殷汝耕組織冀東保安隊，七七事變後，併入118師張硯田部。麻剋敵在軍統中行事心狠手辣，槍法好，膽大著名。在北平幹特工。1938年，台兒庄事件後，麻剋敵入讀軍統臨酆訓練班。因上海站軍統王天木及濟南站傅勝蘭等叛變，日軍消滅北平、天津、濟南軍統力量。麻克敵成為軍統新華北區的骨幹，他為表達抗戰決心，更名為麻克敵。1940年11月29日上午，於东黄城根刺殺日本天皇特使高月保和乘兼悅郎。1941年，因上司劉文修叛變，麻克敵被日偽發現，2月，遇害。

## 外參
1. ↑  . 搜狐.   [2013-01-22]. （原始内容存档于2016-01-05）.